# Aethephyllum pinnatifidum
Aethephyllum pinnatifidum ist die einzige Art der monotypischen Pflanzengattung Aethephyllum aus der Familie der Mittagsblumengewächse (Aizoaceae). Der botanischen Name der Gattung leitet sich vom griechischen Worten aethe für ‚unregelmäßig‘ sowie phyllon für ‚Blatt‘ ab und verweist auf die leier- bis fiederförmigen Blätter der Art.

## Beschreibung
Aethephyllum pinnatifidum wächst als kurzlebige einjährige Pflanze mit niederliegenden Zweigen. Die fiederförmigen, zweiseitigen, gerunzelten Laubblätter sind mit einer dünnen Wachsschicht überzogen und enthalten in ihrer Epidermis hervortretende Blasenzellen. Die gestielten Blüten scheinen einzeln zu stehen, tatsächlich jedoch bildet fast die gesamte Pflanze den dichasalen Blütenstand. Die Kronblätter sind gelb, die Staubblätter sind ebenfalls gelb und tragen dunklere Staubbeutel. Die Staubfäden sind an ihrer Basis papillat, die Nektarien flach. Die Blütezeit reicht von der Mitte des Winters bis in den zeitigen Frühling, d. h. die Pflanzen blühen in ihrer Heimat von Juli bis Oktober.
Die Stiele der fünffächrigen Kapselfrüchte sind S-förmig. Ihre Basis ist kurz trichterförmig, an der Spitze sind sie flach. Die glasigen biegsamen Fächerdecken sind kurz. Die Kapselfrüchte enthalten Samen auf deren Samenschale sich weit voneinander entfernt stehende Noppen befinden.

## Systematik und Verbreitung
Das Verbreitungsgebiet von Aethephyllum pinnatifidum erstreckt sich in Südafrika in der Provinz Westkap von der Stadt Clanwilliam, über Piquetberg, Tulbagh bis zum Ort Vanrhynsdorp. Sie wächst in den Bergen mit Winter-Niederschlagsmengen von weniger als 400 Millimeter jährlich.
Die Erstbeschreibung als Mesembryanthemum pinnatifidum durch Carl von Linné dem Jüngeren wurde 1781 veröffentlicht. Nicholas Edward Brown stellte für die Art 1928 die Gattung Aethephyllum auf.
Ein nomenklatorisches Synonym der Gattung ist Schwantes subg. Aethephyllum (N.E.Br.) Schwantes (1950).
2017 stellte Heidrun Hartmann zwei weitere Arten in die Gattung, die nun nicht länger monotypisch ist:
- Aethephyllum herrei (Schwantes) H.E.K.Hartmann (≡ Micropterum herrei Schwantes, Cleretum herrei (Schwantes) Ihlenf. & Struck)
- Aethephyllum lyratifolium (Ihlenf. & Struck) H.E.K.Hartmann (≡ Cleretum lyratifolium Ihlenf. & Struck)

## Nachweise